# Esposizione nazionale italiana del 1881

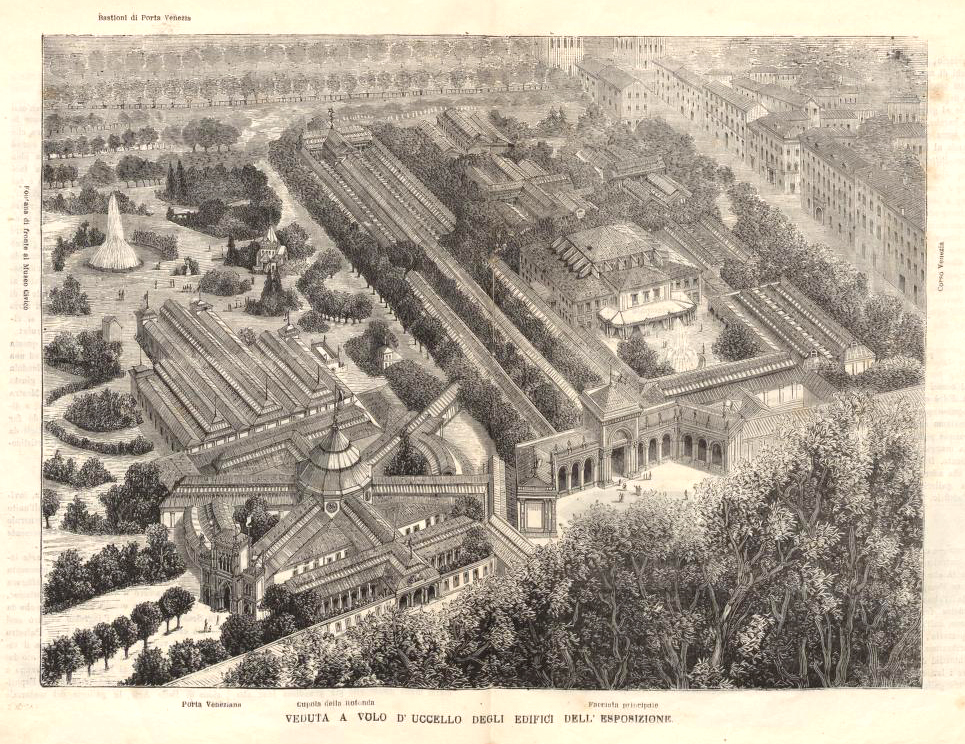
Veduta dell'Esposizione, 1881

L'Esposizione nazionale italiana del 1881, o anche Esposizione industriale italiana, fu la prima grande esposizione industriale che si potesse realmente definire nazionale e che seguì quella di portata molto più ridotta che si era svolta a Firenze nel 1861, anno della nascita del nuovo Regno d'Italia unitario.
L'Esposizione si tenne a Milano dal 6 maggio al 1º novembre 1881 in un'area oggi occupata dai giardini pubblici di Porta Venezia e nei locali della Villa Reale. Con 7 150 espositori, di cui 314 dalla Sicilia, l'Esposizione assunse per la prima volta carattere effettivamente nazionale. Ebbe oltre un milione e mezzo di visitatori e consacrò definitivamente Milano come capitale dell'industria italiana.
All’Esposizione industriale vera e propria si aggiunsero cinque Mostre addizionali, fra le quali una Esposizione di Belle Arti ospitata presso il Palazzo del Collegio Elvetico, oggi Palazzo del Senato, e il cui presidente onorario fu lo storico Cesare Cantù (1804-1895).

## Storia
La realizzazione dell'Esposizione Nazionale fu decisa alla fine del 1879 e promossa da alcuni eminenti cittadini milanesi insieme alla Camera di Commercio che, non essendo però in grado di assumersi l'intera responsabilità dell'impresa, nominò un Comitato Esecutivo composto fra gli altri da Cesare Castelbarco, Giacomo Feltrinelli, Ettore Ponti, Giulio Richard, Giuseppe Robecchi, Giuseppe Speluzzi e Giulio Vigoni; presidente onorario fu nominato il conte Giulio Belinzaghi, allora sindaco di Milano, presidente effettivo il cav. Luigi Maccia, Presidente della Camera di Commercio stessa. 
Venne quindi indetta una sottoscrizione pubblica che raccolse 900 000 lire grazie a donazioni di privati, 500 000 lire dal Governo, 100 000 lire dal Municipio e altre 200 000 lire da altri Comuni, per un totale di quasi due milioni di lire dell'epoca.
Architetto degli edifici della Esposizione fu nominato Giovanni Ceruti, all'epoca poco noto ma immediatamente diventato celebre per via dell'Esposizione, e i lavori vennero avviati nel marzo del 1880.

### Manifesto dell'Esposizione
I motivi che portarono la Camera di Commercio diretta da Luigi Maccia a promuovere una Esposizione industriale italiana nella città di Milano sono contenuti nel manifesto pubblicato il 1º febbraio 1880 dal Comitato esecutivo presieduto dallo stesso Maccia e dal Belinzaghi, l'allora sindaco della città. In particolare vi si legge che «Nell’epoca attuale, in cui non si può fare un passo nel cammino delle conquiste della civiltà, se non guidati dal lume acceso della statistica, le Esposizioni industriali, illustrate dai raffronti e dalle indagini che ne derivano, sono diventate più che una necessità, una vera istituzione.» E ancora, riferendosi al travolgente progresso tecnologico di quegli anni: «la rapidità dei trasporti, e l'estendersi del sistema ferroviario che sono i fatti caratteristici dell’epoca, come già produssero notevoli effetti nel mondo politico, ora ne creano di molto maggiori nel campo economico». Sui trasporti marittimi si scriveva nel Manifesto che «una rivoluzione analoga si compie sul mare. La navigazione a vapore, che è quasi il prolungamento sul mare delle linee ferroviarie, prende sempre più il sopravvento nei trasporti marittimi, con grande alterazione delle vecchie abitudini commerciali».
Viene poi fatto osservare che «altre cause di perturbazione e di mutabilità sono l’affinarsi del gusto delle classi consumatrici, che obbliga ad andare in cerca di nuove forme, e di nuovi processi industriali».
Esiste poi una considerazione di tipo politico che, a venti anni esatti dall'unità d'Italia, suonava come una sorta di allarme per il sistema economico del Paese: «l’Italia ha delle ragioni sue speciali che la consigliano, ci pare, ad affrontare una pubblica mostra di questa specie. Essa ancora male conosce se stessa. Il moto di unificazione che ha strette assieme le varie sue parti nell’ordine politico, non ha agito finora con altrettanta efficacia nel campo economico. Gli interessi sono più lenti a muoversi che non le idee. (...) Bisogna creare in Italia il senso della solidarietà negli interessi economici, sia delle varie parti fra di loro, sia di tutte assieme di fronte all’estero. Conviene creare l’interesse italiano, che non sostituisca, ma riassuma ed assicuri gli interessi regionali.» Si assistette quindi a «un generale sentire che indica l’opportunità, quasi imperativa, di trasformare l’evento in un’occasione per tracciare un primo bilancio a vent’anni dall’Unità d’Italia prima di ripartire in direzione del progresso e della modernità.»

### Inaugurazione
L'inaugurazione della manifestazione avvenne il 5 maggio 1881, ventiseiesimo anniversario della spedizione dei Mille garibaldina; alle dodici precise re Umberto I, la regina Margherita, il figlio della coppia reale il Principe di Napoli e il Duca d'Aosta giunsero in una carrozza di gran gala innanzi al vestibolo, «accolti da un tuono d’applausi e dal fragore delle bande prorompenti nella Marcia reale»: ai due lati due compagnie di soldati; presenti anche l’onorevole Miceli, ministro dell'Agricoltura, Industria e Commercio e il primo ministro Benedetto Cairoli. 
Alle 12,50 in punto un colpo di cannone annunciò che l'Esposizione era aperta e il corteo reale compì il giro di visita delle gallerie. Il giorno dopo il Re e la Regina assistettero all'inaugurazione della Esposizione musicale e alla serata di gala alla Scala.

## L'esposizione

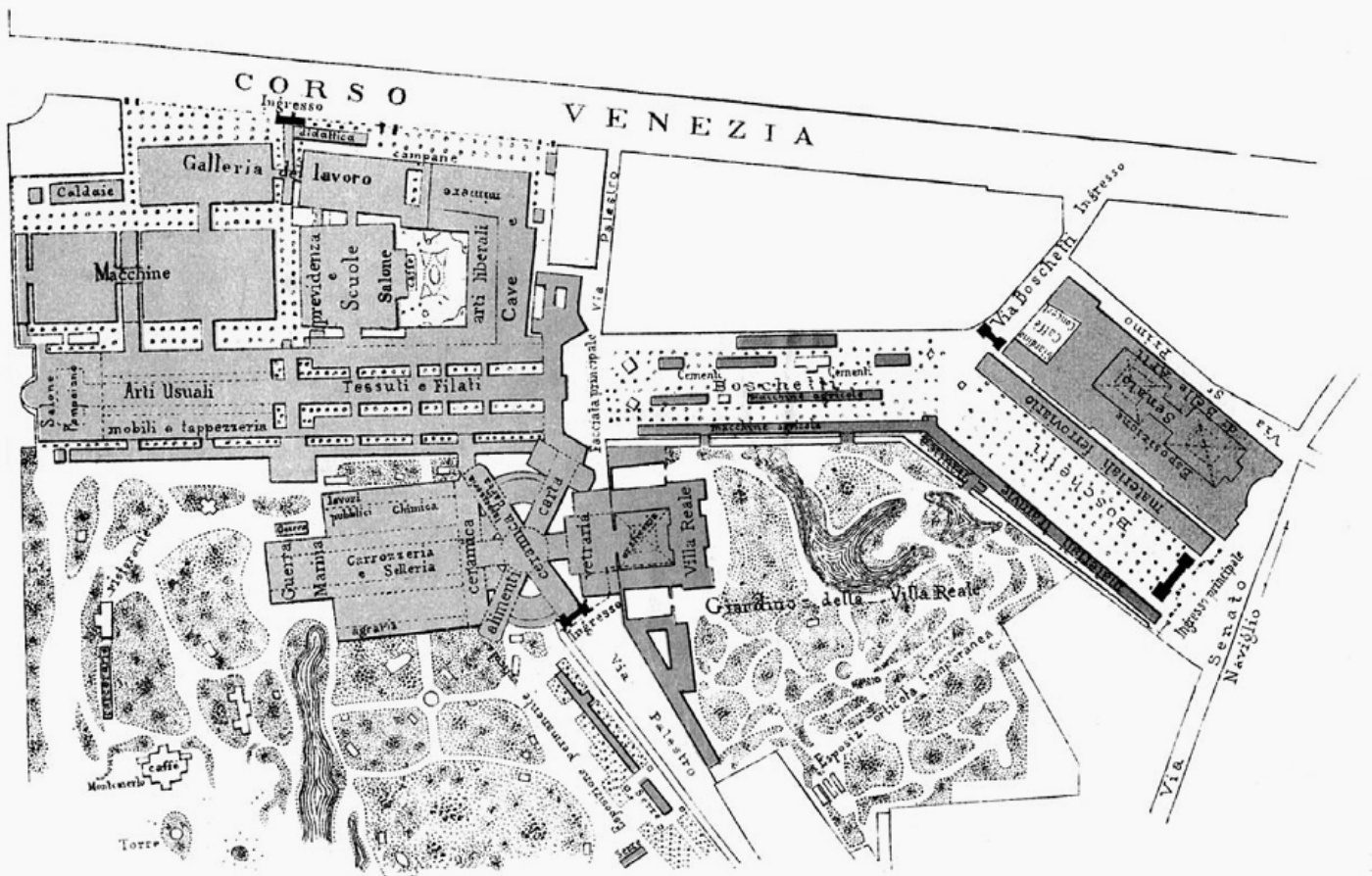
Pianta dell'Esposizione in una stampa dell'epoca

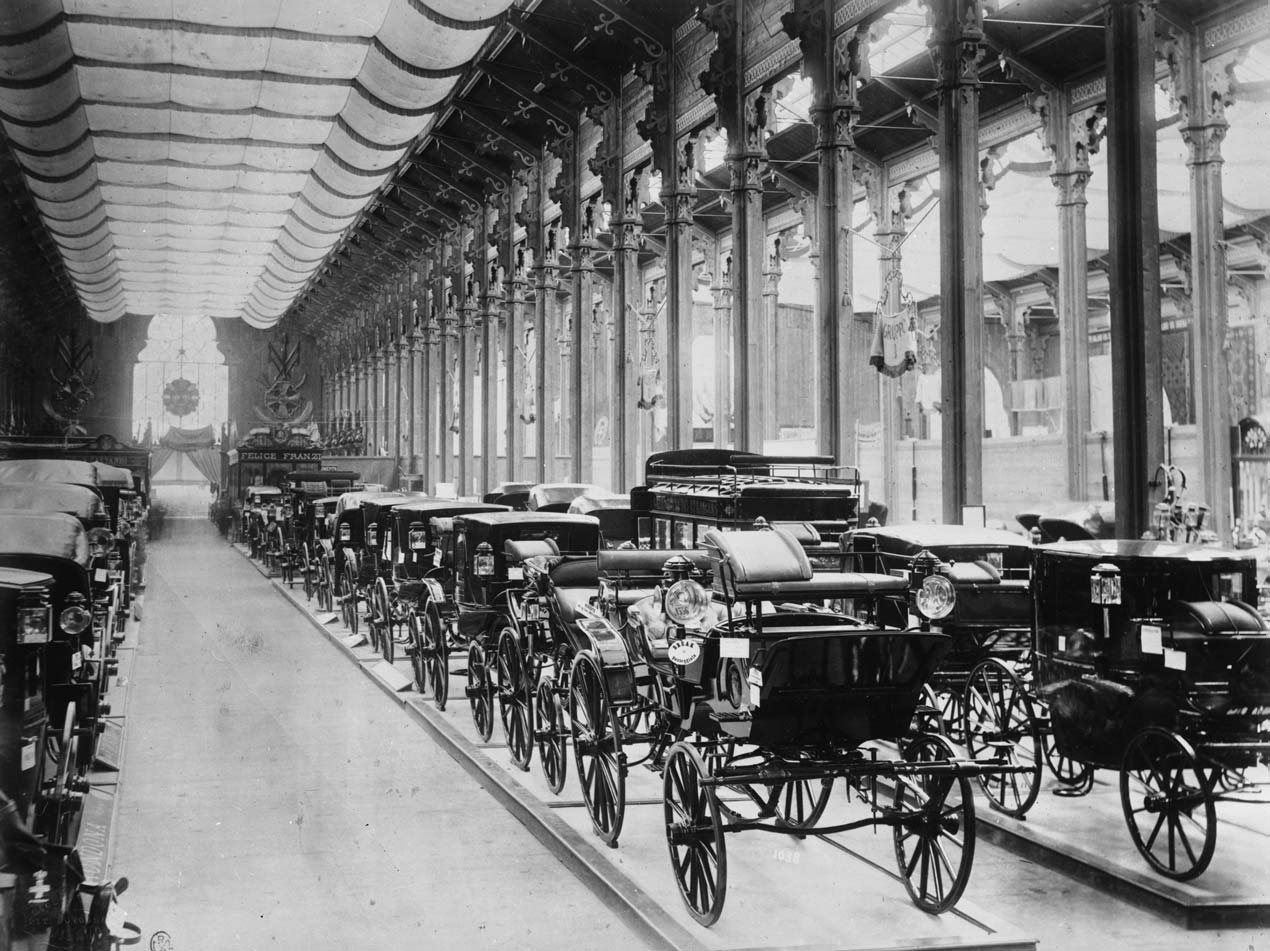
Il salone Carrozzerie e Selleria

L'Esposizione si estendeva su un'area complessiva di 200 000 metri quadrati, ovvero 20 ettari, di cui 60 000 erano coperti e ospitati all'interno di quattro grandi corpi o padiglioni separati fra di loro e attorniati da diversi annessi secondari.
Il primo corpo era composto dalle tre gallerie principali centrali dell'esposizione, il secondo dalle gallerie destinate alla Meccanica e dal Salone, il terzo da una rotonda da cui si irradiavano ulteriori gallerie e il quarto dall'edificio della Villa Reale. Altri padiglioni secondari erano sparsi nell'area dei vecchi boschetti e vi era un numero di serre realizzate sulle aree verdi della mostra. Tutte le costruzioni nuove furono disegnate dal giovane architetto Ceruti coadiuvato dagli ingegneri Steffi e Santamaria.
L'ingresso principale era situato in via Senato da dove, attraverso un semplice cancello posto alla sinistra del Palazzo del Collegio Elvetico, si apriva un viale fiancheggiato da padiglioni vari che accedeva ai boschetti e al termine del quale, oltre la via Palestro, si incontrava il vero ingresso all'Esposizione: un palazzo largo 61 m in stile risorgimentale, ornato di statue in terracotta raffiguranti l'Agricoltura, il Commercio, l'Industria; nel corpo centrale si apriva un arco monumentale alto 22 m sostenuto da colossali colonne di ordine corinzio. Nella lunetta dell'arco era sistemato un bassorilievo allegorico dello scultore Emilio Bisi raffigurante l'Italia che rende merito alla Scienza e all'Industria. Due ingressi secondari si aprivano sul Corso Venezia e sul secondo tratto di via Palestro.
Il Comitato organizzatore dell'Esposizione, guidato da Giuseppe Robecchi, Presidente del Consiglio Provinciale di Milano, tracciò undici grandi gruppi produttivi in cui suddividere la manifestazione e sessantasei classi.

### I padiglioni
I gruppi furono individuati come segue:
- Gruppo I: industrie estrattive
- Gruppo II: industrie meccaniche
- Gruppo III: industrie chimiche ed affini
- Gruppo IV: materie alimentari e preparate
- Gruppo V: ceramica e vetraria
- Gruppo VI: industria della carta ed affini, arti grafiche
- Gruppo VII: industrie tessili
- Gruppo VIII: arti usuali
- Gruppo IX: arti liberali
- Gruppo X: arte militare e nautica
- Gruppo XI: educazione, istruzione tecnica, previdenza e beneficenza

### Le cinque mostre addizionali
A lato dell'Esposizione industriale furono organizzate cinque Mostre addizionali:
- Esposizione orticola, promossa dalla Società Orticola di Lombardia col sostegno del Ministero d'agricoltura, industria e commercio e suddivisa a sua volta in tre esposizioni, di cui due temporanee e una terza permanente. Si tenne presso i giardini della Villa Reale;
- Esposizione operaia, promossa dal Consolato operajo e dalla Associazione Generale degli operai;
- Esposizione Nazionale di Belle Arti, con presidente Cesare Cantù, che seguì la grande Mostra Nazionale di Belle Arti tenuta a Torino l'anno prima. Si svolse all'interno del Palazzo del Collegio Svizzero, sede dell'Archivio di Stato;
- Esposizione di musica, promossa da un comitato diretto, fra gli altri, dal conte Carlo Borromeo, dal musicista Amilcare Ponchielli, dall'editore musicale Giulio Ricordi e dal conte Lodovico Melzi, presidente del Conservatorio di musica presso i quali locali ebbe sede l'Esposizione Musicale;
- Esposizione zootecnica, dedicata all'allevamento di animali domestici e di animali da ingrasso; sede fu un'area di 10 000 m² sull'area dei bastioni di Porta Venezia in direzione Porta Vittoria, dove furono allestite stalle e tettoie. L'ingresso verso Porta Venezia era costituito da una elegante palazzina realizzata dall'architetto Luigi Broggi. Presidente era l'agronomo Gaetano Cantoni.

## Iniziative collaterali

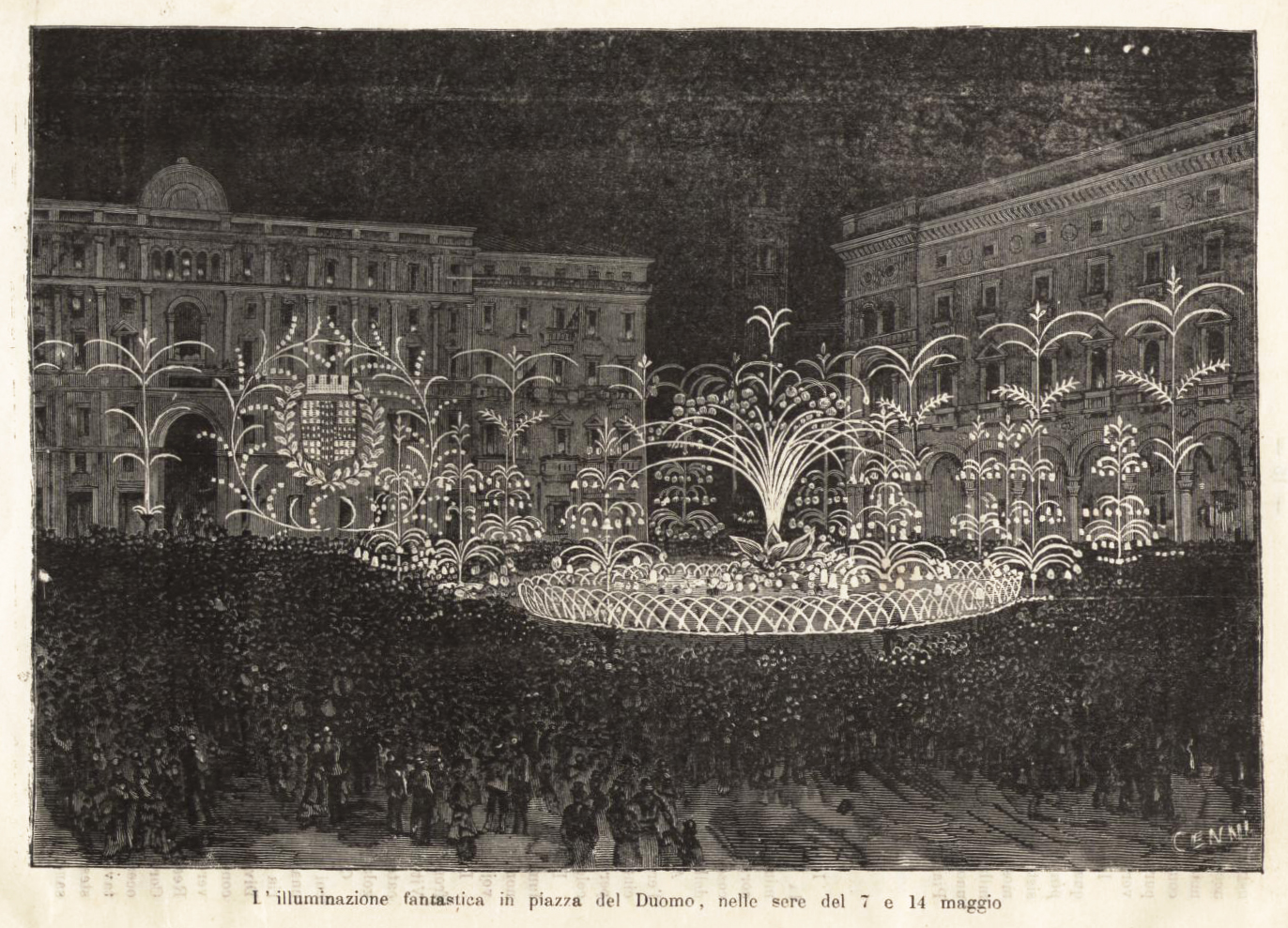
LIlluminazione fantastica del 7 e 14 maggio 1881 in una illustrazione dell'epoca

Durante tutto il periodo dell'Esposizione fiorirono numerose manifestazioni organizzate da una apposita commissione dei divertimenti per rendere più gradevole il soggiorno dei visitatori a Milano.
In particolare si possono ricordare:
- L'illuminazione fantastica nelle sere del 7 e del 14 maggio, realizzata dal cav. Giacinto Ottino, celeberrimo lucifero torinese, che creò un percorso di «grandi arcate sfolgoranti di luci e raffiguranti una pergola gigantesca» che, partendo da Palazzo Reale, passava di fronte al Duomo, piegava sul corso Vittorio Emanuele «tramutato in un fiammeggiante oceano», proseguiva lungo il corso Venezia, svoltava sui bastioni per via Manin e per i giardini, sostava in piazza Cavour; poi, passando a Porta Nuova, procedeva sulla via Manzoni, in piazza della Scala, via Santa Margherita, via Carlo Alberto e ritornava in piazza del Duomo. La grande manifestazione luminosa ebbe grandissimo successo e rimase profondamente impressa nella memoria di chi vi assistette.

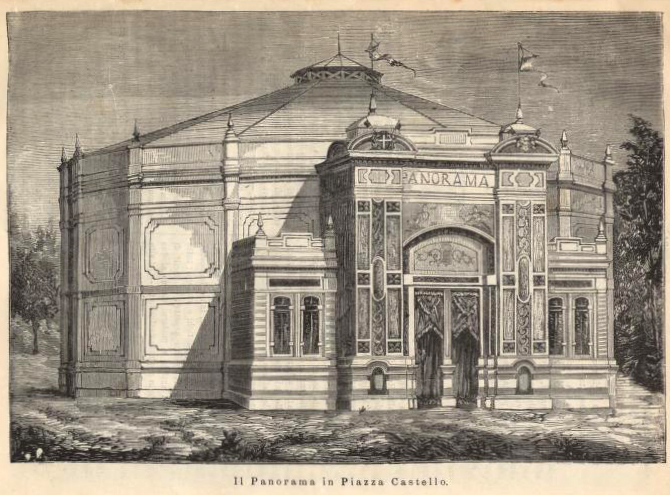
Il Panorama di piazza Castello

- Il Panorama in piazza Castello, inaugurato il 24 giugno con la scena dal titolo Roma il 6 giugno 1849, su tela del pittore belga Léon Philippet (1843-1906), apprezzato in quell'epoca come uno dei maggiori artisti produttori di panorami. La costruzione effimera che ospitava il panorama era un solido dodecagono progettato dall'architetto Luigi Broggi.

- Le corse ippiche in piazza d'armi, che si svolsero nei giorni 9, 12 e 16 giugno nella parte della piazza compresa fra l'Arco della Pace e le caserme del castello. Furono distribuiti premi offerti dal Re e dalla Regina e dal Ministero dell'Agricoltura, Industria e Commercio. Ebbe particolare seguito la corsa degli ufficiali con salto di siepi, o corsa della Regina.

## Trasporti

### Servizio di carrozzelle all'interno dell'Esposizione
Ebbe grande successo il servizio di carrozzelle per girare l’Esposizione senza stancarsi, utile per gli infermicci che venne istituito dal Comitato organizzatore in accordo con i Fratelli Thonet, noti mobilieri dell'epoca, ai quali fu concesso in appalto. Furono approntate dodici carrozzelle che diventarono poi trenta, «di un nuovo modello, essendosi perfezionate quelle dell’Esposizione di Parigi del 1878 e di Bruxelles del 1880. Sono in legno curvato, coperte di pelle per impedire i riscaldi, leggierissime e movibili facilmente a volontà di chi siede nell’interno, che le dirige dove meglio vuole. I visitatori sono serviti da fattorini della ditta appaltatrice, vestiti come i fattorini dell’Esposizione, ma aventi sul berretto l’iscrizione: Fratelli Thonet. La tariffa è stabilita a 1 lira per un’ora o per frazione di essa».

### Rete tranviaria

La "casa russa" realizzata all'interno dei Giardini Pubblici di Porta Venezia a Milano in occasione dell'Esposizione Nazionale del 1881 e distrutta dai bombardamenti del 1943

L'Esposizione fu anche occasione per il miglioramento dei trasporti pubblici della città di Milano; fu infatti proprio in occasione della mostra che l'annosa questione se preferire omnibus o tram a cavalli ebbe una risposta definitiva.
Il 23 settembre del 1880 fu infatti concessa alla Società Anonima degli Omnibus (SAO), concessionaria del trasporto pubblico della città, autorizzazione a trasformare le linee di omnibus in ippotranvie: l'11 aprile del 1881, in tempo per l'inaugurazione dell'Esposizione del 5 maggio, la SAO attivò la prima delle nuove linee da piazza Duomo a Porta Venezia, utilizzando in gran parte i binari già posati per la linea di Monza da San Babila. 
Nel primissimo periodo di esercizio il servizio fu centrato sull'Esposizione e i tram collegavano la Stazione Nord con i Giardini Pubblici attraverso il Foro Bonaparte, via dell'Orso, via Monte di Pietà e via Montenapoleone; la linea di Porta Ticinese percorreva l'omonimo corso ed era accoppiata a quella di Porta Venezia, percorrendo le vie Manzoni e Principe Umberto.

### Derivazione ferroviaria
Un’opera strettamente connessa ai lavori per la costruzione dei padiglioni dell'Esposizione prima e per l'approvvigionamento degli stessi dopo, fu la costruzione di un apposito binario che, partendo dalla vecchia Stazione Centrale, portava alla sede della mostra.
L’opera fu interamente eseguita a cura e a spese della Società per le Ferrovie dell'Alta Italia e consisteva in una diramazione del binario principale della Centrale che, mediante scambio e susseguente incrociamento, scavalcava con un ponte di legno il fiume Seveso e attraversava su un viadotto formato con una catasta di traversine il prato che si trovava davanti alla barriera di via Principe Umberto; poi attraversava la strada di Circonvallazione e procedeva verso Porta Venezia sul marciapiede fra le piante e il canale Redefossi, oggi interamente coperto. Con una serie successiva di piattaforme girevoli e di scambi di regresso, i treni giungevano così sul Corso Venezia per poi servire la via Marina nei Boschetti presso l’Obelisco che tuttora esiste nel medesimo luogo; proseguiva poi, servendoli, verso i padiglioni del materiale ferroviario, per poi spingersi nel cortile del Palazzo del Senato per servire l'Esposizione di belle arti. 
Per la messa in opera vennero posati 5 scambi, 5 piattaforme girevoli, 4 incrociamenti speciali a doppie intersezioni con binari di ferrovie e di tramvie, e 3 900 metri di binario corrente. Più tardi il servizio fu prolungato a servizio della Mostra zootecnica aggiungendo altri 130 m di binario.

## Le pubblicazioni sull'Esposizione
Così come era stato auspicato nel Manifesto del 1880, l'intera Esposizione godette di una grande e diffusa copertura mediatica che si concretizzò, in particolare, con l'edizione di alcune pubblicazioni che riassunsero i contenuti del grande evento; in particolare i noti fotografi Calzolari e Muggia, che esponevano in un padiglione della mostra, ebbero la concessione esclusiva di ogni contenuto fotografico, mentre l'editore Edoardo Sonzogno ebbe assicurati i diritti relativi al Catalogo Ufficiale, al Catalogo Illustrato, al Giornale Illustrato e dell'Albo dei Capolavori dell’Esposizione nazionale del 1881.

## Eventi collaterali
Artisti della scapigliatura milanese organizzarono una contro-esposizione dal gusto goliardico denominata l'Indisposizione di Belle Arti, ideata dall'artista Vespasiano Bignami.